# Pollyanna (anime)
Pollyanna (愛少女ポリアンナ物語, Ai Shōjo Porianna Monogatari) é uma série de anime japonesa produzida pela Nippon Animation, e faz parte da World Masterpiece Theater. Consiste em 51 episódios. Foi ao ar na Fuji Television entre 12 de janeiro até 28 de dezembro de 1986, e voltou a ser transmitida no Japão no canal Animax entre fevereiro de 2007.
Em Portugal este anime foi emitido pelo canal RTP na sua versão original japonesa com legendas.

## Enredo
Pollyanna Whittier é uma menina alegre e otimista que depois da morte de seu pai, ela passa a morar com sua Tia Polly Harrington na aldeia de Beldingsville.  A Tia Polly não está contente com a chegada de Pollyanna, ela é uma mulher solteira de caráter forte e rigoroso e acredita que hospedar a órfã em sua casa é apenas seu dever.  Na aldeia de Beldingsville conhece novos amigos como Nancy, a empregada da Tia Polly e Jimmy, um menino sem lar, mas também encontra muita gente deprimida e doente como o Senhor Pendleton e a Senhora Snow.  O pai de Pollyanna havia ensinado um jogo simples de encontrar algo bom em qualquer situação, mesmo sendo tão desagradável Pollyanna partilha o jogo e pouco a pouco ganha o carinho de cada um e a nova vida na pequena aldeia.  No entanto, Pollyanna perde seu otimismo no dia em que é atropelada por um automóvel e perde a habilidade de caminhar, causando uma grande dor para todos que gostam dela.  Pollyanna logo é levada à cidade de Boston em Massachusetts onde é tratada para curar suas perdas, e viverá um tempo na casa da Senhora Carew, uma mulher também deprimida e com pouco entusiasmo depois da perda de seu sobrinho.

## Banda sonora
- Temas de abertura:

1. "Shiawase Carnival (Feliz Carnaval)" de Youki Kudoh (eps 01–27)
2. "Hohoemu Anata ni Aitai" de Youki Kudoh (eps 28–51)

- Temas de encerramento:

1. "Ai ni Naritai (Eu Quero o Amor)" de Youki Kudoh (eps 01–27)
2. "Shiawase (Felicidade)" de Youki Kudoh (eps 28–51)